# Fouesnant
Fouesnant är en kommun i departementet Finistère i regionen Bretagne i västra Frankrike. Kommunen ligger i kantonen Fouesnant som tillhör arrondissementet Quimper. År 2022 hade Fouesnant 10 204 invånare.

## Befolkningsutveckling
Antalet invånare i kommunen Fouesnant
Referens:INSEE